# I'm in Love with My Car
Pistes de A Night at the Opera
Lazing on a Sunday Afternoon You're My Best Friend
I'm in Love with My Car est une chanson du groupe de rock britannique Queen qui fait partie de l'album A Night at the Opera (1975). Elle est écrite et interprétée par Roger Taylor, l'une des rares chansons du groupe où il assure le chant principal.

## Thèmes et composition
La chanson est un hommage à l'amour porté aux belles voitures par Roger Taylor et le roadie John Harris, passionné de course automobile et très fier de sa Triumph TR4. Elle comporte de nombreux sous-entendus sexuels et on peut y entendre à la fin le rugissement du moteur de l'Alfa Romeo Spider de Taylor,.

## Postérité
Le choix de la chanson comme face B du single Bohemian Rhapsody, sur l'insistance de Roger Taylor, fait par la suite grincer des dents au sein du groupe car, selon la règle qu'ils ont instauré, les royalties des singles sont versés uniquement aux auteurs des faces A et B des 45 tours. Ainsi, les importantes rentrées d'argent de Bohemian Rhapsody bénéficient seulement à Freddie Mercury et à Roger Taylor, ce qui provoque l'amertume de Brian May et John Deacon,.
La chanson fait l'objet d'une blague récurrente dans le film Bohemian Rhapsody (2018).
Elle est classée à la 44e place des meilleures chansons du groupe par le magazine Classic Rock.